# Art for Art's Sake (film 1916)
Art for Art's Sake è un cortometraggio muto del 1916 diretto da Eddie Lyons e Lee Moran.

## Produzione
Il film fu prodotto dalla Nestor Film Company.

## Distribuzione
Distribuito dall'Universal Film Manufacturing Company, il film - un cortometraggio di una bobina - uscì nelle sale cinematografiche USA il 24 luglio 1916.